# 救命浮環

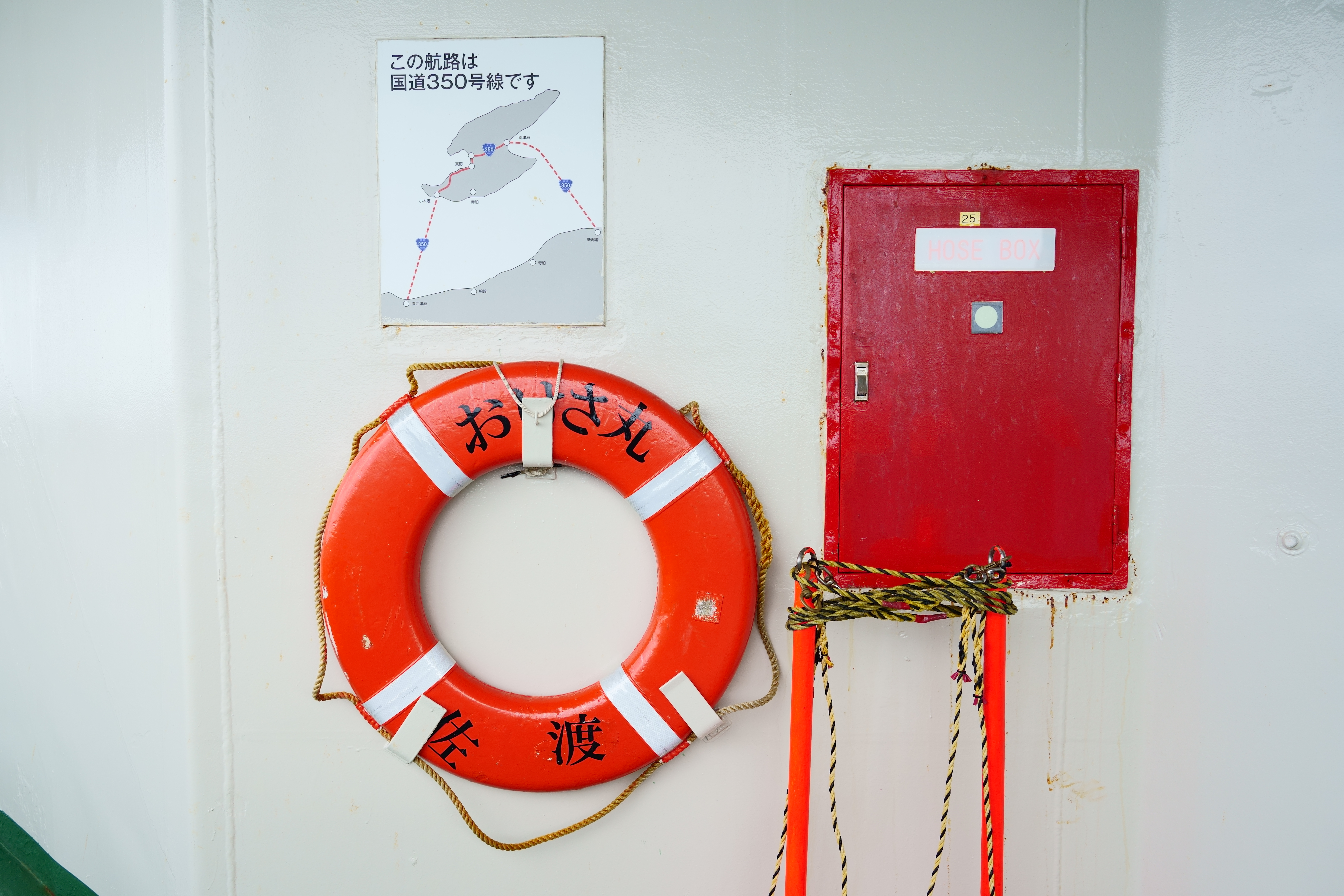
佐渡汽船おけさ丸の救命浮環

救命浮環（きゅうめいふかん）は、海中転落等によって水中を浮遊している者を救助するための個人用救命器具。海上における人命の安全のための国際条約（海上人命安全条約、SOLAS条約）に定められる船舶の救命設備である。船舶のほかプールやゴルフ場の人工池などにも水難事故に備えて設置される。

## 概要
救命浮環に固型式と膨脹式があり、固型式の形状には円形と馬蹄形がある。馬蹄形は一部分が開放しているため要救助者自身が浮環の中に入りやすく、救助隊員も装着させやすいといった利点がある。
海上人命安全条約（SOLAS条約）では旅客船と貨物船
の区分ごとに船の長さに応じて設置基準が設けられている。大型の旅客船や貨物船を対象とする同条約では、特に厳格に規格が定められており、外形800ミリメートル以下、内径400ミリメートル以上のドーナツ形状の固形浮力材（灯心草、コルクくず若しくは粒状コルク若しくはその他の散粒状物質を詰めた救命浮環は不可）とされている。また同条約では浮力は14.5キログラムの鉄片を清水中で24時間支えることができなければならないとしている。浮環には、つかみ綱が取り付けられ、浮環周上の4点に等距離に固着されている。このほか耐炎性や水上落下時の耐衝撃性なども定められている。
膨脹式救命浮環は小型船舶用救命浮環（法定備品）などに採用されるが、海上人命安全条約（SOLAS条約）が適用される旅客船や貨物船では「膨張させることを要する気室によって浮力を得る救命浮環」は適合品から除外されている（同条約第21規則（b））。また同条約では救命浮環は非常に見やすい色でなければならず、積載する船舶の船名と船籍港を記載することを要するとしている（同条約第21規則（a））。小型船舶用救命浮環でも「船名又は船舶番号」及び「船籍港又は定係港」を記入することとされている 。

## 救命索付救命浮環
救命浮環には救助用の救命索（ロープ）を取り付けたものもある。救命索（ロープ）の一端を船にしっかりと結ぶか手から放さないようにし、落水者の方向（転落者よりも遠く）へ投げ、落水者がロープを掴むか、ロープに腕を掛けたことを確認した上で、ロープを引いて落水者のところまで浮環をたぐりよせ使用する。